# Klaus Brinker
Klaus Brinker (* 1. August 1938 in Brackwede bei Bielefeld; † 9. Oktober 2006 in Hamburg) war ein deutscher Germanist und Linguist, der an der Universität Hamburg lehrte.

## Werdegang
Brinker legte 1964 das Staatsexamen (Deutsche Philologie, Evangelische Theologie) an der Universität in Bonn ab, wo er 1966 über das Thema Formen der Heiligkeit. Studien zur Gestalt des Heiligen in mittelhochdeutschen Legendenepen des 12. und 13. Jahrhunderts promovierte. 1967–68 war er Wissenschaftlicher Mitarbeiter am Institut für Deutsche Sprache in Mannheim, 1968–72 Wissenschaftlicher Assistent am Lehrstuhl für Deutsche Philologie (Hans Glinz) des Germanistischen Instituts der Rheinisch-Westfälischen Technischen Hochschule in Aachen, wo er 1972 mit seiner Arbeit zur Konstituentenstrukturgrammatik und operationale Satzgliedanalyse habilitierte.
Von 1972 bis 1974 lehrte er in Aachen als Wissenschaftlicher Rat und Professor, ehe er 1974 auf eine ordentliche Professur für Linguistik am Germanischen Seminar (jetzt Institut für Germanistik I) der Universität Hamburg wechselte, dem er über 30 Jahre lang angehörte.

## Thematische Schwerpunkte
Brinker gilt als profilierter Textlinguist, der sich schwerpunktmäßig mit Gesprächsanalyse, linguistischer Textanalyse und  Grammatiktheorie beschäftigte. Er ergänzte das Kommunikationsmodell von Roman Jakobson um die Funktionen Obligation und Deklaration.

## Schriften (Auswahl)
- Formen der Heiligkeit. Studien zur Gestalt des Heiligen in mittelhochdeutschen Legendenepen des 12. und 13. Jahrhunderts. Universitätsverlag Bonn, Bonn 1968.
- Konstituentenstrukturgrammatik und operationale Satzgliedanalyse. Methodenkritische Untersuchungen zur Syntax des einfachen Satzes im Deutschen. Athenäum, Frankfurt 1972. ISBN 3-7610-7142-6.
- Modelle und Methoden der strukturalistischen Syntax. Eine Einführung. Kohlhammer, Stuttgart/Berlin/Köln/Mainz 1977. ISBN 3-17-002749-2.
- mit Sven Sager: Linguistische Gesprächsanalyse. Eine Einführung. Erich Schmidt Verlag, Berlin 1989. ISBN 3-503-02298-8.
- Linguistische Textanalyse, Eine Einführung in Grundbegriffe und Methoden. (Erstauflage 1985) 7. Auflage, bearbeitet von Sandra Ausborn-Brinker. Erich Schmidt Verlag, Berlin 2010. ISBN 978-3-503-12206-6.

## Festschrift
- Jörg Hagemann / Sven Sager (Hgg.): Schriftliche und mündliche Kommunikation. Begriffe, Methoden, Analysen. Festschrift zum 65. Geburtstag von Klaus Brinker. Stauffenburg-Verlag, Tübingen 2003. ISBN 3-86057-631-3.